# Jaider Villa
Jaider Villa Giraldo (Medellín, 30 de enero de 1977) es un actor, presentador y modelo colombiano, quien es Ingeniero Electricista de la Universidad Pontificia Bolivariana. 

## Trayectoria
Comenzó su carrera como actor en un reality show llamado Protagonistas de Novela en 2002, en el cual emergió como el ganador. Ha aparecido en muchas telenovelas, por ejemplo Al ritmo de tu corazón, en la que interpretó a Santiago Duque (un papel principal); Milagros de Amor, Corazón Valiente y otros. En 2014 ganó el reconocimiento del alcalde de Miami, Tomás Pedro Regalado, por su contribución al arte presentado en la obra "Mesalina" en el papel principal como John. Ha realizado numerosas campañas publicitarias para muchas marcas variadas, como Coca-Cola, Dish Network, Ford, hhgreg, Lowe's y otras.
Actualmente se encuentra retirado de los medios y reside en Estados Unidos.

## Filmografía
| 2002 | Protagonista de novela        | Participante           |
| 2003 | Milagros de amor              | Camilo Pizarro         |
| 2004 | Al ritmo de tu corazón        | Santiago Duque         |
| 2005 | The storm                     | Manuel                 |
| 2006 | Merlina, Mujer Divina         | Carrillo               |
| 2007 | Así es la Vida                | Fernando               |
| 2007 | Decisiones                    | Dr. John               |
| 2007 | El Zorro: la espada y la rosa | Comandante Domínguez   |
| 2008 | Sin senos no hay paraíso      | Alberto                |
| 2010 | El Clon                       | Jorge                  |
| 2010 | Pecadora                      | Alan Tejeiro           |
| 2012 | Corazón valiente              | El Ogro "Pata de palo" |
| 2014 | Mesalina                      | John                   |
| 2018 | Nadie me quita lo bailao      | Luis Velandia          |
| 2020 | Turbo Manía                   | Participante           |